# Szerokie Morze Sargassowe
Szerokie Morze Sargassowe (ang. Wide Sargasso Sea) – powieść Jean Rhys z 1966 roku, będąca prequelem książki Dziwne losy Jane Eyre Charlotte Brontë.
Powieść zdobyła Smith Literary Award w 1967, została również w 2005 roku zaliczona przez magazyn "Time" do 100 najlepszych anglojęzycznych powieści od 1923 roku.

## Adaptacje
- Wide Sargasso Sea w reżyserii Johna Duigana, w rolach głównych wystąpili: Karina Lombard, Nathaniel Parker, Rachel Ward, Michael York (1993)
- Wide Sargasso Sea w reżyserii Brendana Mahera, w roli głównej wystąpiła Rebecca Hall jako Antoinette (2006)

(W Polsce obie wersje filmowe nosiły tytuł Bezkresne Morze Sargassowe).